# Disque d'or/2
Pour les articles homonymes, voir Disque d'or (homonymie).
Albums de Mireille Mathieu
Disque d'or
(1973)
Disque d'or/2 est une compilation de la chanteuse française Mireille Mathieu parue au Canada en 1974 chez Polydor. Cet album fut publié à la suite du succès de la compilation Disque d'or au Canada qui s'est vendue à plus de 100 000 exemplaires et qui permit à la chanteuse d'obtenir un disque de platine.

## Chansons de la compilation
| No  | Titre                                    | Auteur                                               | Durée |
| --- | ---------------------------------------- | ---------------------------------------------------- | ----- |
| 1.  | Emmène-moi demain avec toi               | Michaële, L. et P. Sébastian                         |       |
| 2.  | Une simple lettre                        | André Pascal, Paul Mauriat                           |       |
| 3.  | Corsica                                  | Catherine Desage, Christian Bruhn                    |       |
| 4.  | Si la terre tourne encore dans mille ans | Yves Dessca, Olivier Toussaint, Pierre de Senneville |       |
| 5.  | Tu m'as donné la vie                     | Pierre Delanoë, Bert Kaempfert, H. Rehbein           |       |
| 6.  | La Paloma adieu                          | Catherine Desage, Sébastian Yradier                  |       |
| 7.  | C'est l'amour et la vie que je te dois   | Frank Gérald, Patricia Carli                         |       |
| 8.  | En frappant dans nos mains               | Hubert Ithier, Giorgio Moroder                       |       |
| 9.  | J'étais si jeune                         | Hubert Ithier, Carter, Shakespeare                   |       |
| 10. | Donne ton cœur, donne ta vie             | Patricia Carli                                       |       |
| 11. | Un monde avec toi                        | Charles Aznavour, Bert Kaempfert                     |       |
| 12. | Ce soir, ils vont s'aimer                | Pierre André Dousset, Christian Gaubert              |       |